# Kapapa Island
Kapapa Island ist eine flache, unbewohnte Insel im Archipel von Hawaii im Pazifischen Ozean. Sie liegt in der Kāneʻohe Bay etwa zwei Kilometer vor der Ostküste der Insel Oʻahu und gehört administrativ zum Honolulu County.
Die maximal 5 m hohe Insel ist rund 250 m lang, bis zu 75 m breit und weist eine Fläche von 3,8 ha (0,038 km²) auf. Da die Insel eine alt-hawaiische Kultstätte, vermutlich ein Heiau aufweist, wurde sie als Kapapa Island Complex und Historic District in das National Register of Historic Places aufgenommen. Das Eiland war auch ein Brutgebiet verschiedener Seevögel wie beispielsweise des Bulwersturmvogels, wurde jedoch, um öffentlich zugänglich zu bleiben, nicht zu einem Hawaii State Seabird Sanctuary (Vogelschutzgebiet) proklamiert. Seltene Seevogelarten sind daher nicht mehr nachgewiesen worden. Unweit von Kapapa Island liegen weitere kleine, jedoch geschützte Inseln wie Mokoliʻi oder Kekepa.

Ansichten
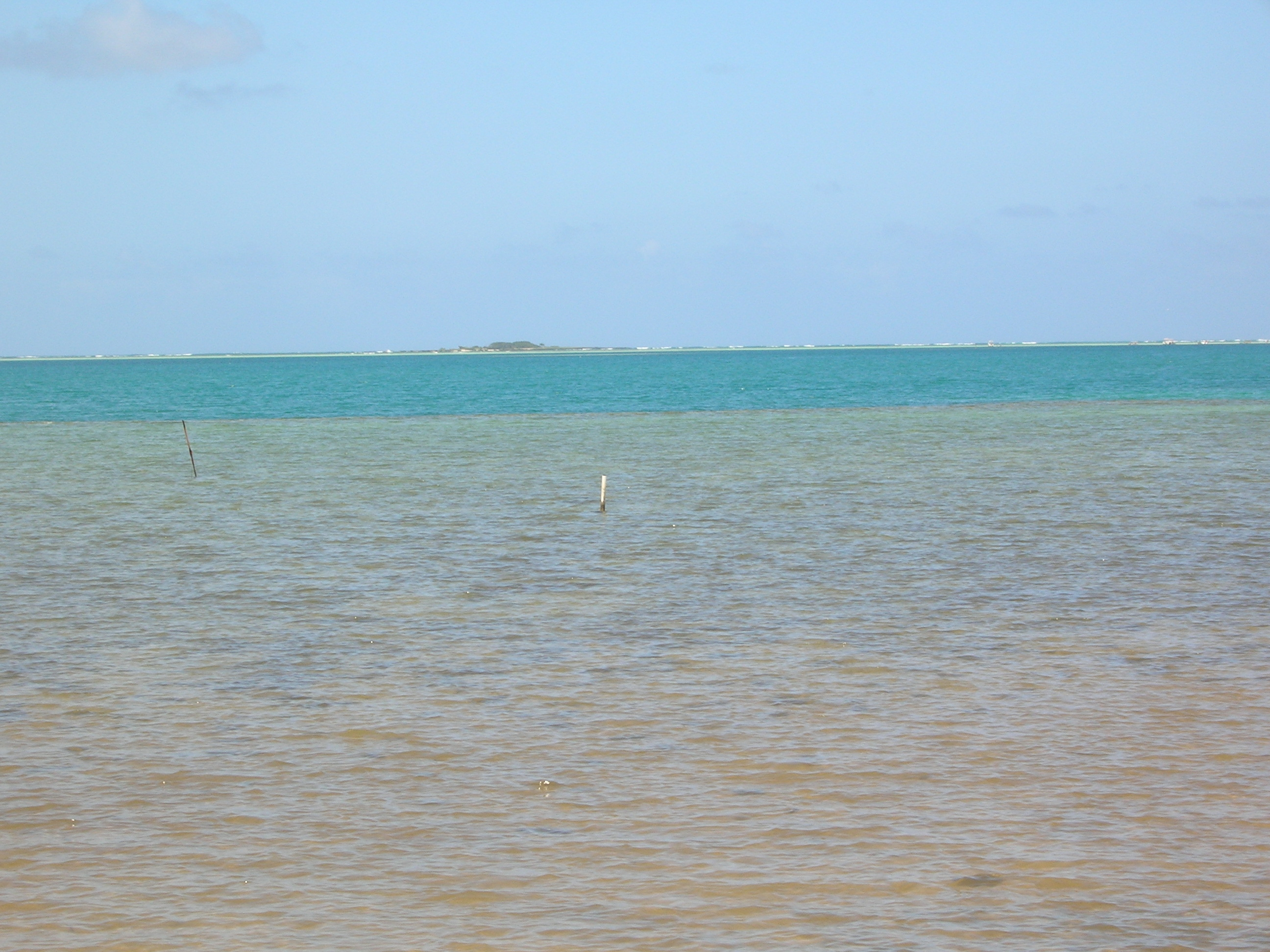
Kapapa Island von Oʻahu aus gesehen
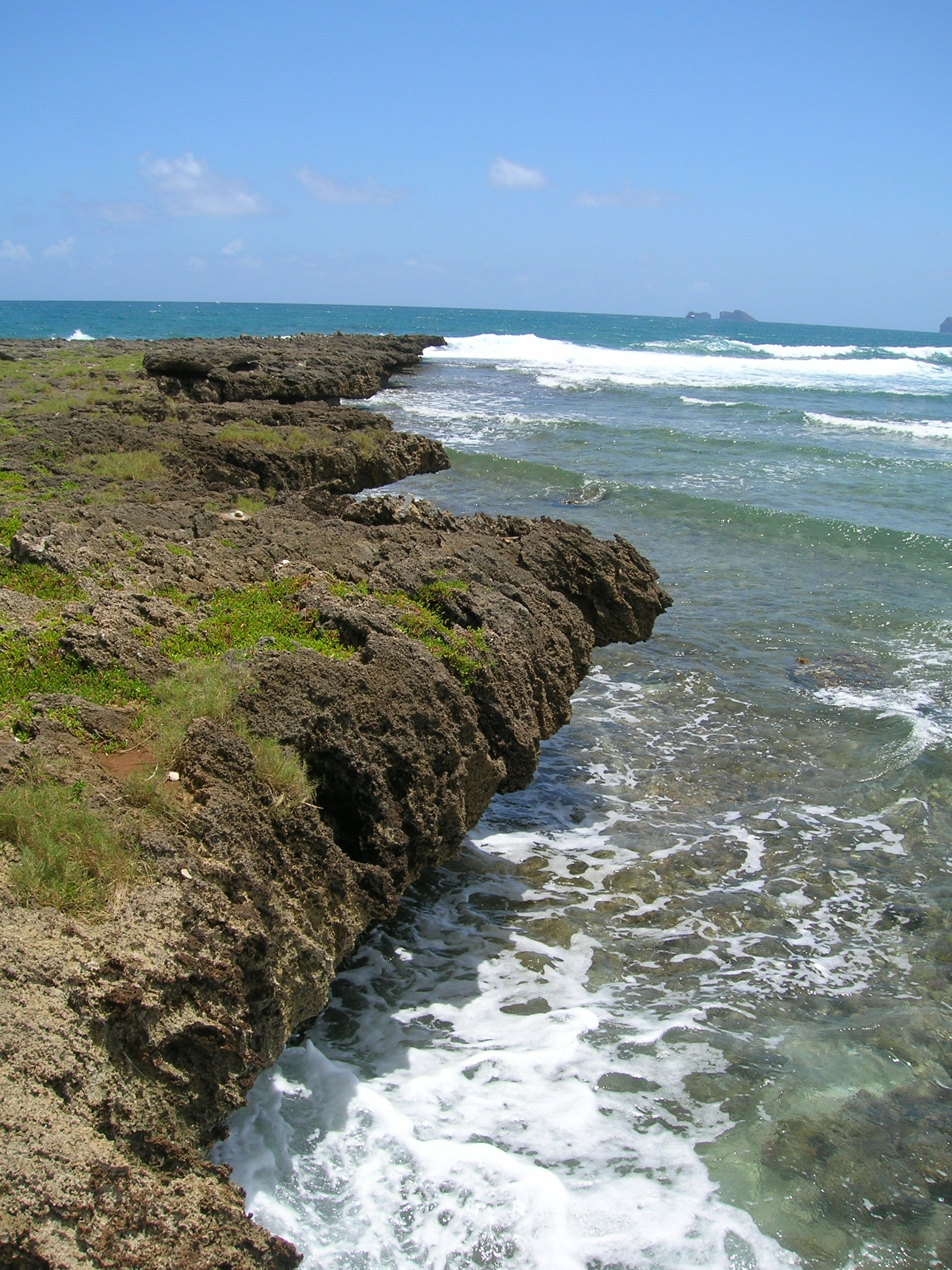
Kapapas Küste, im Hintergrund die Insel Moku Manu
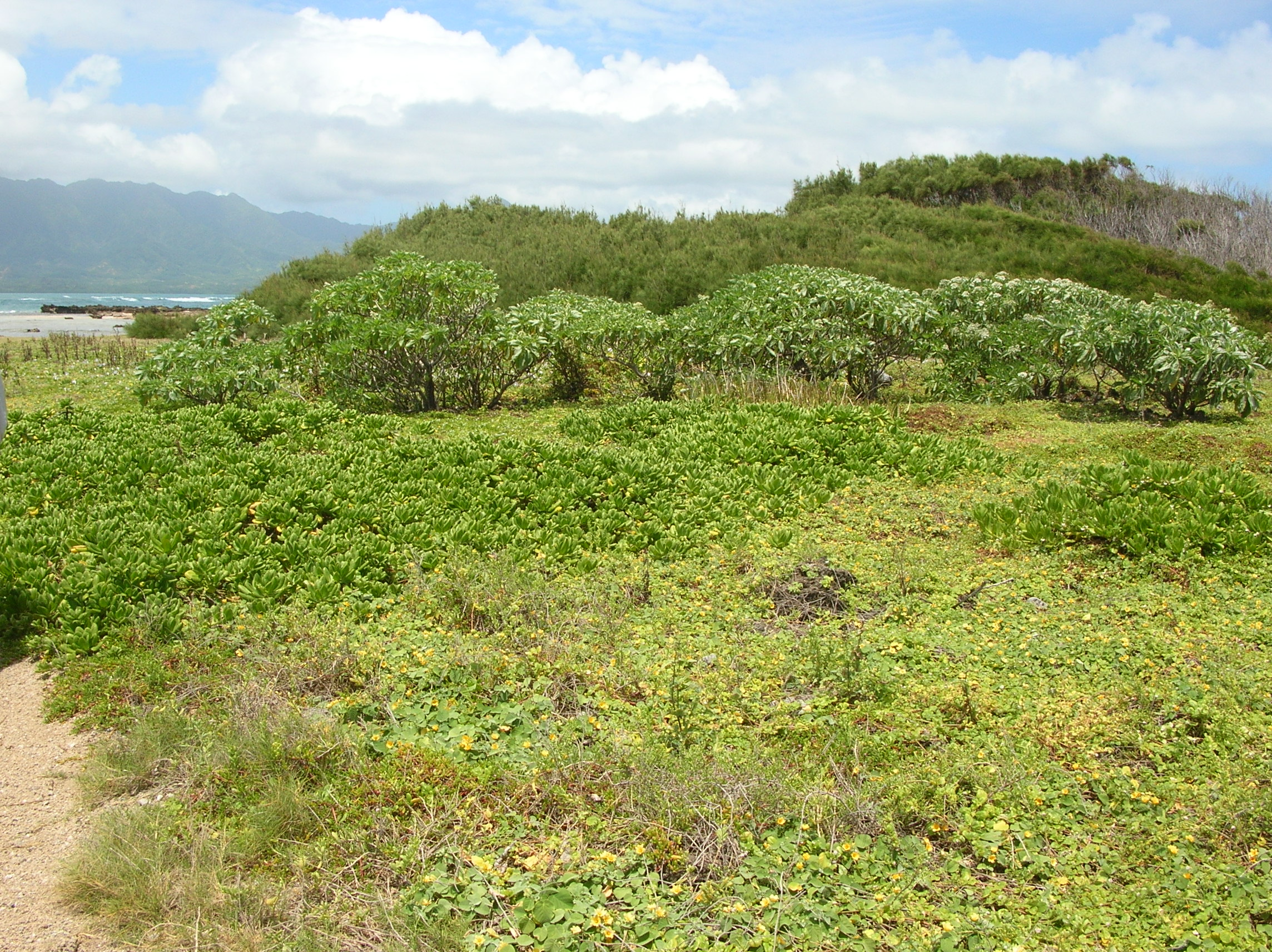
Auf Kapapa Island